# Ardeotis australis
La avutarda australiana (Ardeotis australis) es una especie de ave otidiforme de la familia Otididae que se distribuye por amplias regiones de Australia (excepto suroeste y sureste) y el sur de Nueva Guinea. No se reconocen subespecies.